# Левашов, Анатолий Васильевич
Анатолий Васильевич Левашов (1911—1983) — советский военный, полковник авиации.

## Биография
Родился 6 ноября 1911 года во Владимире в семье Василия Васильевича и Анели Августиновны Левашовых.
Так как его отец был работником железной дороги, то вместе с семьёй Анатолий жил в разных городах: Тюмень, Новосибирск, Томск. Школу окончил в 1928 или 1929 году. Работал в Томске. Поступил в Сибирский институт инженеров транспорта (ныне Омский государственный университет путей сообщения), в котором проучился один учебный год (1930/1931).
Перед уходом на службу в РККА, проработал учителем. Будучи военным, учился в Ленинградской пехотной школе (ныне Санкт-Петербургское высшее общевойсковое командное училище) и Оренбургской военной школе летчиков (ныне Оренбургское высшее военное авиационное Краснознамённое училище лётчиков). Стал лейтенантом авиации. Позже прошёл два курса обучения на заочном отделении Академии командного и штурманского состава ВВС Красной Армии в Монино (ныне Военно-воздушная академия имени Ю. А. Гагарина), но с началом Великой Отечественной войны обучение не завершил. В 1938 году имел звание старший лейтенант, а в 1940 году — капитан авиации.
Левашов был участником Великой Отечественной войны. В августе 1942 году получил звание майора, в сентябре 1943 года — гвардии майора, а в декабре 1943 года — гвардии подполковника авиации. Служил в штабах подразделений Ленинградского военного округа и Северо-Западного фронта, с 1943 по 1947 год был начальником штаба 124-го ГБАП. Служил в Академии ВВС и в Борисоглебском лётном училище (ныне Борисоглебский учебный авиационный центр подготовки лётного состава имени В. П. Чкалова). В 1949 году окончил два курса Краснознаменной Военно-воздушной академии. С января 1950 года — гвардии полковник авиации.
С 1955 по 1959 год А. В. Левашов служил в Главкоме войск ПВО, с 1959 по 1962 год являлся начальником штаба Приморского корпуса ПВО. Уволен из армии в конце 1961 года. Переехал в Москву, где работал на одном из военных предприятий.
Умер в Москве 29 сентября 1983 года. Был похоронен на Введенском кладбище на семейном участке его жены — Екатерины Мигуновой.
Был награждён двумя орденами Красного Знамени (1944, 1956) и двумя орденами Красной Звезды (1942, 1949), орденами Отечественной войны II и I степеней, а также медалями, в числе которых «За оборону Ленинграда», «За оборону Сталинграда», «За оборону Кавказа», «За боевые заслуги», «За взятие Кенигсберга», «Ветеран Вооруженных Сил СССР».

## Личная жизнь
Анатолий Васильевич Левашов был трижды женат. Первая жена — Раиса Васильевна Левашова (1917—2004); вторая жена — Герой Советского Союза Клавдия Яковлевна Фомичёва; третья жена — военный лётчик Екатерина Александровна Мигунова. Дети были в первом браке.